# Tjerkesser

Tjerkessernas flagga.

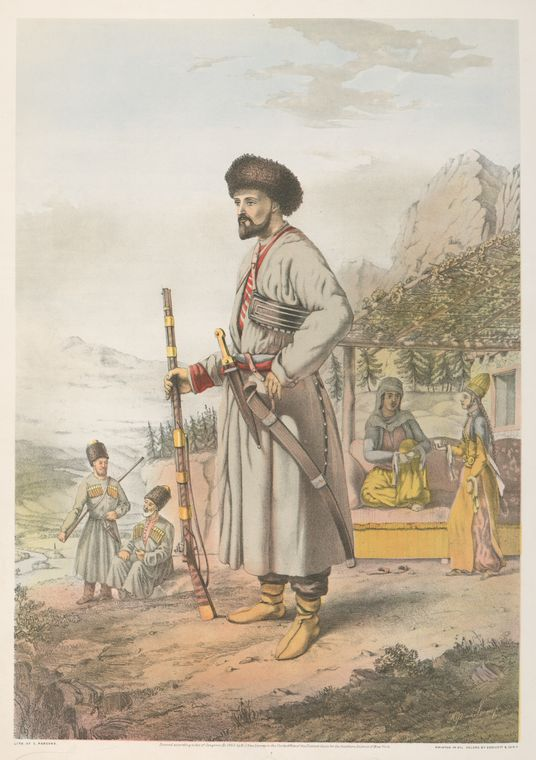
Tjerkessisk krigare.

Tjerkesser, kirkassier eller cirkasser, är en sammanfattande beteckning för flera folk i nordvästra Kaukasien, närmare bestämt i Tjerkessien. Ibland syftar det specifikt på adygéerna (inklusive kabardinerna), men det inkluderar även ofta abchazerna, inklusive abazinerna, och ubycherna (en numera lingvistiskt sett utdöd grupp). Tjerkesserna utgör nu dock endast en liten minoritet av befolkningen i vissa områden där den största koncentrationen återfinns i Adygeien. 
En tjerkessisk diaspora finns sedan slutet av 1800-talet sedan de utsatts för ett systematiskt folkmord av Ryssland. Många flydde då till det Osmanska riket. Tjerkessiska grupper finns därför i nuvarande Turkiet, Syrien, Libanon, Jordanien, Kosovo, Egypten (tjerkesser tjänstgjorde i mamlukernas arméer), Israel (i byarna Kfar Kama och Rihaniya sedan 1880), samt i delstaterna New York och New Jersey i USA.